# LEGO Harry Potter: År 5-7
LEGO Harry Potter: År 5-7 (originaltitel: LEGO Harry Potter: Years 5-7) er et videospil som handler om Harry's sidste 3 år. Spillet udvikles af Travellers Tales og udgives af Warner Bros.
Spillet er baseret på Harry Potter og dækker bøgerne: Harry Potter og Fønixordenen, Harry Potter og Halvblodsprinsen og Harry Potter og Dødsregalierne.